# Jean Prouvé

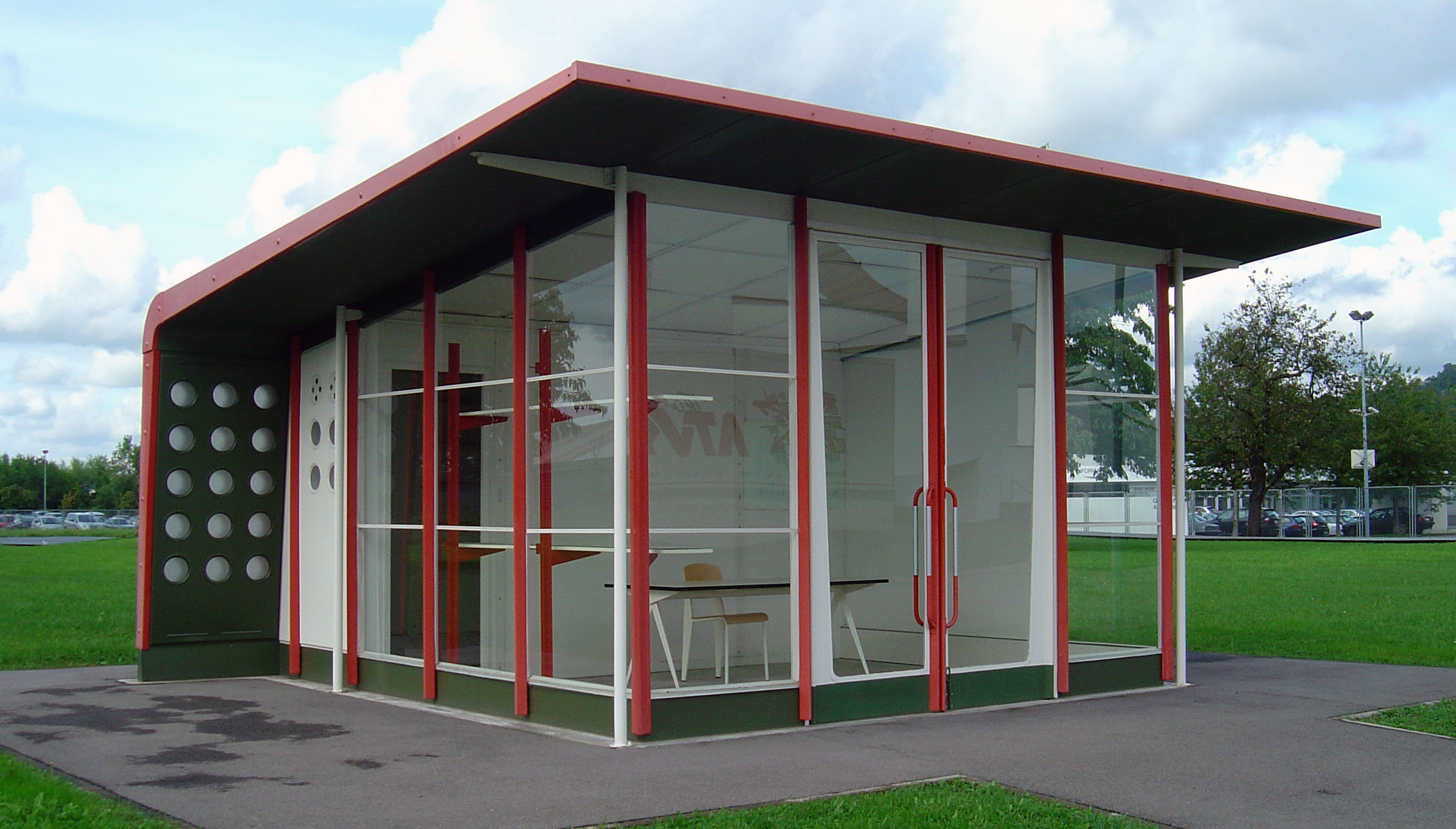

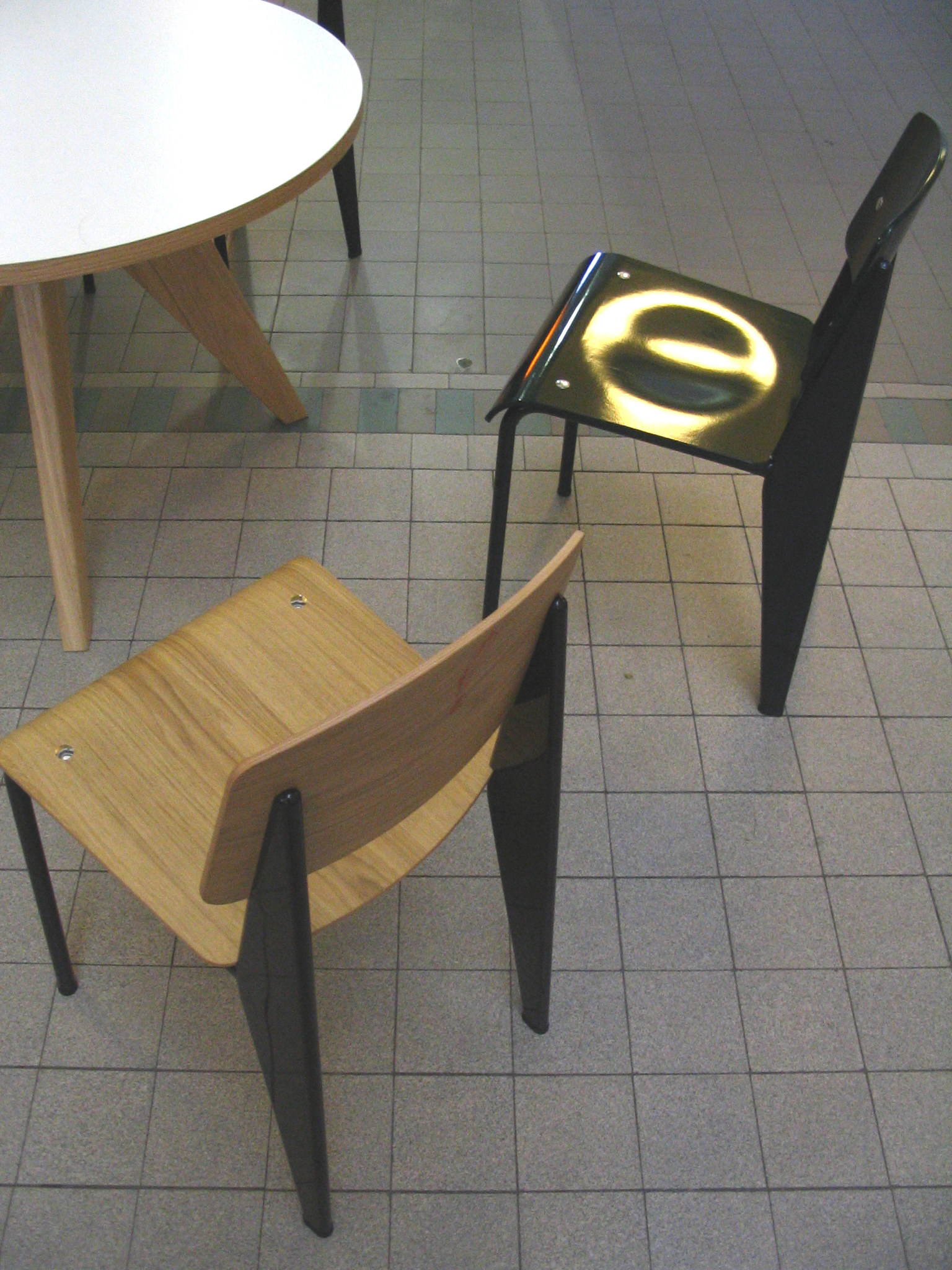

Jean Prouvé (París, 8 de abril de 1901-Nancy, Gran Este; 23 de marzo de 1984) fue un constructor, herrero, diseñador e ingeniero francés. Hijo del ebanista y diseñador de Art Nouveau Victor Prouvé.

## Trayectoria
En 1919 aprendió a trabajar el hierro en los talleres de Émile Robert en Enghien. Poco después se instaló en Nancy en lo que sería su primer taller. A partir de 1924 comenzó a trabajar para las herrerías del hotel Thiers en Nancy, así como para algunas grandes tiendas o almacenes de París. También realizó la herrería del casino Saint Jean de la Luz. En 1929, por invitación de Le Corbusier, entró a formar parte de la Union des Artistes Modernes, un destacado grupo de arquitectos, decoradores y diseñadores en su mayoría de origen francés.
En 1954 Jean Prouvé participó junto con Charlotte Perriand a la petición de que amueblasen la residencia universitaria Jean Zay en Antony. Ambos obtienen el encargo y hoy en día sus realizaciones para la residencia son conocidos como muebles Antonys, los cuales incluyen: libreros, sillas, mesas, camas, burós, entre otros. Estos ejemplares figuran entre los muebles más valorizados del siglo XX, (una edición de una silla Antony es valorada hoy día en 40.000 €, una silla Kangourou fue vendida a 152.449 € en marzo de 2001.
En 1955 creó junto con su amigo el arquitecto-escritor M. Bataille una pequeña sociedad, Los talleres Jean Prouvé, ligado a una empresa de trabajos en metal que le renovó los deseos de construir, rápidamente influenciados por la fiebre constructiva de edificios populares.
Sin embargo a pesar de todo logró realizar algunos proyectos importantes como el Pabellón del Centenario 1955, La Buvette Cachar en Evian, 1956 así como prototipos como la casa de Abbé Pierre.
En 1957 pone a punto el sistema de fachadas ligeras, el cual fue el resultado de estudios previos y cuyo elemento principal es la aireación y la fácil aclimatación de estas fachadas, logrando resolver los problemas de aislamiento acústico y térmico, etc. Entre las obras en las que aplicó este sistema se encuentra la Terminal de Orly-Sud, aeropuerto de París 1959 (Vicariot); sin embargo, no excluye variantes como las realizadas para el Palacio de Gobierno de Grenoble, en colaboración con el arquitecto M. Novarina en 1966) y para la Facultad de medicina de Róterdam, de forma conjunta con Choisy en 1967).
A título personal participó en diferentes investigaciones como la casa Sahariana, llevada a cabo con Charlotte Perriand en 1958.
Su estatus de ingeniero-consultor es oficializado en 1966 cuando abre una pequeña oficina donde se elaboran los proyectos que van a demostrar la constante evolución de este gran constructor.
Colabora con los más grandes arquitectos que llevan la marca de su intervención como el CNIT, Torre-Nobel, París-La Defensa, de J. de Mailly,  1967; la sede de la Unesco en París, obra de Bernard Zehrfuss en 1969, y la sede del PCF en París, realizada por Oscar Niemeyer en 1970).
A principio de los años 1960 Prouvé concibe dos importantes sistemas de fabricación, el Techo reticular de superficie variable, que se adapta a todo tipo de reconstrucción y el Tabouret, sistema que pone en obra dos elementos: un poste y una viga. Ambos pueden apreciarse en el Palacio de exposiciones de Grenoble, realizado con Claude Prouvé, arquitecto, 1968, y la Universidad de Berlín, llevada a cabo con Georges Candilis en 1969.
De 1957 a 1970 Prouvé es llamado a ocupar la plaza de profesor de artes aplicadas en el Conservatorio Nacional de Artes y Oficios de París.
Siempre interesado por la pedagogía, lleva a cabo un método de enseñanza que ilustra su cercanía al concepto industrial de construcción, apoyándose sobre el análisis de los objetos técnicos, casi siempre a través de sus propias experiencias.
El final de la carrera de Prouvé está marcado por la experimentación en nuevos materiales (estaciones de servicios cilíndricas, como las realizadas para Total) o nuevos componentes (Paneles de la fachada de la universidad de Lyon-Bron).
También es el momento del reconocimiento internacional y de sus logros técnicos por la Estructura del palacio omnisports de París-Bercy, Andrault y Parat Arquitectos, 1978, o La torre-radar de Ouessant que trasciende el principio del núcleo central en cemento en Maxéville, Jacquin arquitecto, 1981.
Jean Prouvé muere en Nancy el 23 de marzo de 1984.

## Principales obras
- 1935-1939 Casa del pueblo en Clichy
- 1935-1936 Club de vuelo de Roland Garros, París
- 1950 Casa 83 ruta de Gardes a Meudon, andré Sive arquitecto, Jean Prouve Constructor y Henri Prouvé, Ingeniero.
- 1951 Palacio de exposiciones de Lille
- 1952-1963 Escuela del parque Geisendorf, Ginebra Suiza.
- 1954-1955 Casa Prouvé en Nancy.
- 1956-1958 CNIT (Centro Nacional de Industrias Técnicas) en el barrio de La Defensa en Nanterre.
- 1966 Torre Nobel, La Defensa, Nanterre.
- 1967 Edificio de la feria de Grenoble.
- 1970 Edificio sede del PCF, Partido Comunista Francés.
- 1979-1987 Palacio Omnisport de París-Bercy, París.